# Brestoveț, Plevna
Brestoveț (în bulgară Брестовец) este un sat în comuna Plevna, regiunea Plevna,  Bulgaria. 

## Demografie
Componența etnică a satului Brestoveț
     Bulgari (95,15%)
     Romi (1,28%)
     Nicio identificare (3,26%)
     Altele (0,79%)
La recensământul din 2011, populația satului Brestoveț era de 1.012 locuitori. Din punct de vedere etnic, majoritatea locuitorilor (95,15%) erau bulgari, cu o minoritate de romi (1,28%). Pentru 3,26% din locuitori nu este cunoscută apartenența etnică.